# Algol 2
Algol 2 – amerykański człon rakiet nośnych i jednocześnie silnik rakietowy. Używany w latach 60. i 70. XX wieku w rodzinie rakiet Scout. Spalał stały materiał pędny – człon był jednocześnie komorą paliwową silnika. Użyty 67 razy. 
Jego użycie proponowano też w rakiecie Titan 3BAS2.